# 查阿爾 (危地馬拉)
15°45′N 89°34′W / 15.750°N 89.567°W
查阿爾（西班牙語：Chahal），是危地馬拉的城鎮，位於該國北部，由上維拉帕斯省負責管轄，面積336平方公里，海拔高度240米，2003年人口17,716，人口密度每平方公里52人。